# Smaïl Gana
Smaïl Gana (en arabe : إسماعيل قانة) est un footballeur algérien né le 16 février 1977 à El-Harrach dans la wilaya d'Alger. Il évoluait au poste d'arrière droit.

## Biographie
Il évolue en première division algérienne avec les clubs du NA Hussein Dey et du CR Belouizdad. Il dispute 186 matchs en inscrivant 22 buts en Ligue 1.

## Palmarès
NA Hussein Dey
- Championnat d'Algérie D2 (1) :
  - Champion : 2001-02.